# Hans Harmsen

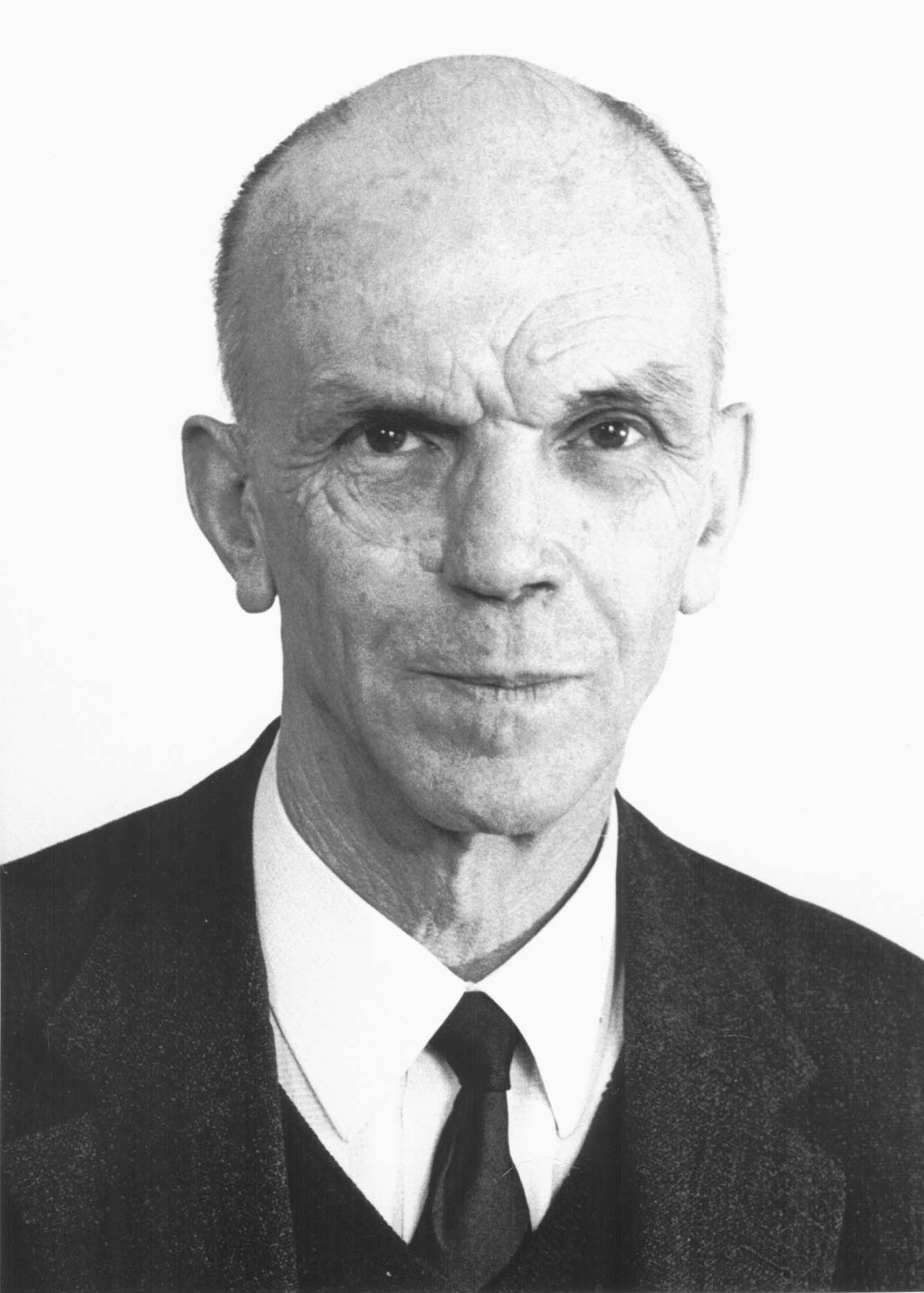
Hans Harmsen

Hans Ludwig Friedrich Harmsen (* 5. Mai 1899 in Charlottenburg; † 5. Juli 1989 in Bendestorf) war ein deutscher Sozialhygieniker und Bevölkerungswissenschaftler. Bis Ende des Zweiten Weltkrieges betrieb er Eugenik im Dienste der nationalsozialistischen Politik. Nach 1945 wurde er Professor an der Universität Hamburg. Er war Mitgründer, Präsident und schließlich Ehrenpräsident von Pro Familia.

## Werdegang
Harmsen wuchs als Sohn eines Ingenieurs und Patentanwalts in behüteten und wohlhabenden Verhältnissen auf. Er besuchte zunächst die Privatschule Schmidt in Berlin Westend und danach die Oberrealschule in Berlin-Zehlendorf. Er meldete sich aber während des Ersten Weltkriegs noch vor seinem Abschluss freiwillig zum Militär, wo er 1917 eine schwere Verwundung erlitt. Von 1919 bis 1925 studierte er Medizin an den Universitäten Berlin, Marburg und München. Seine Vorprüfung absolvierte er 1921, seine Abschlussprüfung im Oktober 1923, im November 1924 erhielt er seine Approbation und im gleichen Jahr wurde er promoviert. Harmsen zählte zum völkischen Flügel der Wandervogelbewegung. Er gehörte ab 1919 dem Jungdeutschen Bund an und ab 1920 der Deutschen Akademischen Freischar, gab ab 1925 das Bundesblatt Jungdeutsche Stimmen heraus und amtierte ab 1920 als Stellvertreter des Bundesleiters Frank Glatzel.
Nach seiner Promotion am 24. Juni 1924 mit einer Dissertationsstudie über die Bemühungen in Frankreich zum Geburtenrückgang war Hans Harmsen kurz als Arzt tätig und arbeitete dann mit einem Stipendium (Resident Scholarship) der Rockefeller-Stiftung am Hygienischen Institut Berlin. Nach dessen Auslaufen ging er an die Philosophische Fakultät der Philipps-Universität Marburg, wo er 1927 im Fach Nationalökonomie promoviert wurde. Ab 1931 war Harmsen außerdem Dozent am Berliner Institut für Sozialethik. 1928 heiratete er in Potsdam Elisabeth Charlotte Agnes Hedwig von Haeften (1903–1980), Schwester der beiden Widerstandskämpfer des 20. Juli 1944 Werner von Haeften und Hans Bernd von Haeften. 1931 wurde die Tochter Ursula Kadereit geboren.
Zu seinen medizinischen Lehrern hatte sein Doktorvater, der sozialdemokratische Eugeniker Alfred Grotjahn gehört, von dem sich Harmsen aber bereits früh durch rassenhygienische Argumentationen unterschied. Dies geht auch aus einer Stellungnahme auf der evangelischen Fachkonferenz für Eugenik am 18. Mai 1931 hervor: „Dem Staat geben wir das Recht, Menschenleben zu vernichten – Verbrecher und im Kriege. Weshalb verwehren wir ihm das Recht zur Vernichtung der lästigen Existenzen?“
Seit 1927 bis 1937 war Hans Harmsen ärztlicher Berater (Leiter des Referats für Gesundheitsfürsorge) des Central-Ausschuss für die Innere Mission sowie Geschäftsführer des Deutschen Evangelischen Krankenhausverbandes.
In den Jahren 1931 bis 1933 war Hans Harmsen Initiator und alleiniger Herausgeber des „Archiv für Bevölkerungspolitik, Sexualethik und Familienkunde“ (nach einem weiteren Namenswechsel erschien es unter der Bezeichnung „Archiv für Bevölkerungswissenschaft und Bevölkerungspolitik“; von 1934 bis 1943 war Harmsen Mitherausgeber der Zeitschrift).
Harmsen war kein Mitglied der NSDAP, hatte aber verschiedene Ämter inne, wie ab 1937 die Position als leitender Arzt der Berufsgenossenschaft für Gesundheitsdienst und Wohlfahrtspflege. Als Leiter der „Fachkonferenz für Eugenik“ war er an den Beratungen über das 1934 verabschiedete Gesetz zur Verhütung erbkranken Nachwuchses beteiligt. Bis 1942 war er zusätzlich Geschäftsführer der Arbeitsgemeinschaft für Volksgesundung. 1939 habilitierte sich Harmsen an der Universität Berlin mit dem Thema Möglichkeiten und Grenzen der Eugenik. Er gehörte zu den führenden deutschen „Rassenhygienikern“, war aber laut Schleiermacher nicht bereit, bis zur „Euthanasie“ zu gehen, er habe „eugenisch indizierten Schwangerschaftsabbruch“ ebenso abgelehnt wie Krankenmord. Dagegen akzeptierte er den rassistisch bedingten Antisemitismus, in dem er keinen Widerspruch zum Christentum sah.
1942 wurde er als beratender Hygieniker zur Wehrmacht eingezogen und war in Nordafrika, auf dem Balkan sowie bei einer Panzerdivision an der Ostfront tätig. Da er aber kein Mitglied der NSDAP war, betrafen ihn die Maßnahmen zur Entnazifizierung nach Ende des Zweiten Weltkriegs kaum und er konnte seine Karriere problemlos fortsetzen. Durch die britische Besatzungsmacht wurde er beauftragt, eine „Akademie für Staatsmedizin“ zu gründen. Diese wurde Bestandteil des Hygiene-Instituts in Hamburg, dessen Leitung Harmsen zum 1. Juli 1946 als Nachfolger von Horst Habs übernahm. Gleichzeitig wurde er Professor für Allgemeine und soziale Hygiene an der Universität Hamburg. 1952 wurde Hans Harmsen Vorsitzender der Deutschen Gesellschaft für Bevölkerungswissenschaft und 1953 Präsident der Deutschen Akademie für Bevölkerungswissenschaft. Diese Vereinigungen dienten, so der Wissenschaftsjournalist Ludger Weß, „als Auffangbecken und Netzwerk der führenden Köpfe der NS-Rassen- und Bevölkerungsbiologie“.
Harmsen sammelte unter anderem eugenisch argumentierende Wissenschaftler um sich (Karl Valentin Müller, Hermann Muckermann, Hans W. Jürgens, Hermann Arnold und andere). Harmsen versuchte sich international zu positionieren, gemeinsam mit Martin Kornrumpf etwa im Rahmen der deutschen Sektion der internationalen Forschungsgesellschaft für das Weltflüchtlingsproblem (AER/AWR). Der Historiker Alexander Pinwinkler urteilte: „Von den damaligen westdeutschen Demografen verfügte Harmsen unzweifelhaft über die besten Verbindungen ins westliche Ausland. Unter seinen Kollegen galt er vor allem als Wissenschaftsorganisator, eine Zuschreibung, die ihm retrospektiv zu Lasten seiner fachlichen Qualifikationen angekreidet werden konnte.“
1953 wurde Harmsen ordentliches Mitglied der Akademie für Raumforschung und Landesplanung (ARL), allerdings ohne in den folgenden Jahren dort noch wesentlich Wirkung zu entfalten.
Bis zum 30. April 1969 war Harmsen Direktor des Hygiene-Instituts. Seine Arbeitsschwerpunkte waren die Sozial-, Arbeits- und Städtehygiene, außerdem die Sexualhygiene. In der Sowjetischen Besatzungszone wurde seine Schrift Die Bevölkerungspolitik des italienischen Faschismus (Bevölkerungspolitischer Ausschuß, Berlin 1929) auf die Liste der auszusondernden Literatur gesetzt.
Hans Harmsen hat für den Antiziganismus in Deutschland eine größere Bedeutung: Für den Historiker Sebastian Lotto-Kusche (Flensburg) war Hans Harmsen „zentrale Schlüsselfigur beim Aufbau des Netzwerks Hermann Arnolds.“
1952 war Harmsen Mitbegründer von Pro Familia, wurde deren erster Präsident und anschließend Ehrenpräsident. Dieses Amt musste er jedoch 1984 niederlegen, nachdem seine Veröffentlichungen aus der Zeit vor 1945 bekannt wurden und kritische Reaktionen in der Öffentlichkeit hervorriefen. Ebenso gehörte er dem wissenschaftlichen Beirat des Familienministeriums an. Seit 1958 war er zusätzlich Präsident der Ernst Barlach Gesellschaft Hamburg und sammelte Kunst. Er wurde 1967 mit der Ernst-von-Bergmann-Plakette der Deutschen Bundesärztekammer, 1967 durch den Zentralverband der Ärzte für Naturheilverfahren mit der Hufeland-Medaille und 1970 mit dem Großen Bundesverdienstkreuz ausgezeichnet.
Harmsen gab die Zeitschrift Forum Umwelthygiene (zunächst Städtehygiene und Umwelthygiene) sowie die Schriftenreihe Zur Entwicklung und Organisation des Gesundheitswesens in der DDR unter Mitberücksichtigung der UdSSR und ostdeutschen Volksdemokratien (1955–1978/1979) heraus.

## Weitere Mitgliedschaften
- International Union for the Scientific Study of Population (IUSSP)[17]
- International Planned Parenthood Federation (IPPF)
- Forschungsgesellschaft für das Weltflüchtlingsproblem, deutsche Sektion (AER/AWR)
- Deutsche Gesellschaft für Hygiene und Mikrobiologie
- Deutsche Akademie für Städtebau und Landesplanung (DASL), Landesgruppe Hamburg-Schleswig-Holstein

## Schriften
- Arbeitsbericht des Vereins Mütterhilfe e. V. für das Jahr 1935. Berlin 1936.
- als Herausgeber mit Franz Lohse: Bevölkerungsfragen. Bericht des Internationalen Kongresses für Bevölkerungswissenschaft. Berlin 26. August – 1. September 1935. München 1936.
- als Herausgeber: Das Gesetz zur Verhütung erbkranken Nachwuchses: eine Handreichung für die Schulung der in unseren Anstalten und in der Wohlfahrtspflege wirkenden Kräfte. Verlag Dienst am Leben, Berlin-Grunewald 1935.
- Zur ungeklärten Lage der ledigen Mutter und des unehelichen Kindes. In: Archiv für Bevölkerungswissenschaft 10, 1940, S. 145–153.
- Ausbildungsmöglichkeiten auf dem Gebiet der Demographie. In: Hans Freyer, Helmut Klages und Hans Georg Rasch (Hrsg.): Actes du XVIIIe Congrès International de Sociologie. Nuremberg, 10–17 septembre 1958. Band 4, Anton Hain, Meisenheim am Glan 1961, S. 131–139.